# جان مک‌کری
جان مک‌کری (انگلیسی: John McCrae؛ زاده ۳۰ نوامبر ۱۸۷۲ درگذشته ۲۸ ژانویهٔ ۱۹۱۸) یک شاعر، پزشک، و پدیدآور اهل کانادا بود.
او پس از نبرد سنگر به سنگری که در کنار مزارع شقایق فلاندر در جنگ جهانی اول رخ داد شعری به نام در دشت فلاندرز سروده، شقایق تبدیل به نماد سربازانی شده که در طول جنگ کشته شده‌اند.